# Axel Bergstedt
Axel Bergstedt (Bleckede, 1962. április 2. –) Brazíliában élő német karmester és zeneszerző. 1985-től a Hamburger Bachorchester karmestere volt. 1994-ben hívták először Brazíliába. Brazil nőt vett feleségül, majd Belo Horizontében, később Vitoriában lakott.
Bergsted börtönbe került március 9-én, 2016 a város Santa Maria de Jetibá, kopás és megosztás a gyermekpornográfia és a feltételezett kapcsolat a Iszlám Állam januárban. Ő megjelenése után fizet R$ 5,000.00 betét. Bergstedt már börtönben Németországban az 1990-es években a gyilkos a saját felesége, aki azzal vádolta őt, hogy egy pedofil március.